# Баймурат батыр
Баймурат батыр (каз. Баймұрат батыр, до 2017 г. — Акжарма) — село в Кызылординской области Казахстана. Находится в подчинении городской администрации Кызылорды. Административный центр Акжарминского сельского округа. Код КАТО — 431033100. Расположено примерно в 11 км к западу от центра Кызылорды. Рядом с селом проходит автодорога М32.

## Население
В 1999 году население села составляло 1121 человек (549 мужчин и 572 женщины). По данным переписи 2009 года, в селе проживало 1345 человек (677 мужчин и 668 женщин).